# (400224) 2007 DV92
(400224) 2007 DV92 es un asteroide perteneciente al cinturón de asteroides, descubierto el 28 de enero de 2007 por el equipo del Mount Lemmon Survey desde el Observatorio del Monte Lemmon, Arizona, Estados Unidos.

## Designación y nombre
Designado provisionalmente como 2007 DV92.

## Características orbitales
2007 DV92 está situado a una distancia media del Sol de 3,152 ua, pudiendo alejarse hasta 3,342 ua y acercarse hasta 2,962 ua. Su excentricidad es 0,060 y la inclinación orbital 11,40 grados. Emplea 2044,67 días en completar una órbita alrededor del Sol.

## Características físicas
La magnitud absoluta de 2007 DV92 es 16,5.